# متالورژی فیزیکی
مبحث متالورژی فیزیکی بیانگر رفتار و خواص فیزیکی فلزات و آلیاژهای فلزی می باشد.

## زیرشاخه‌ها
- ساختار کریستالی فلزات
- رفتار الاستیک فلزات
- عیوب کریستالی
- تغییر شکل پلاستیک و شکست
- متالوگرافی
- نمودارهای فازی
- نفوذ در فلزات
- استحاله‌های فازی
- خوردگی و اکسیداسیون
- ساختار الکترونی فلزات
- عملیات حرارتی